# Teinobasis kiautai
Teinobasis kiautai är en trollsländeart som beskrevs av Günther Theischinger och Richards 2007. Teinobasis kiautai ingår i släktet Teinobasis och familjen dammflicksländor. Inga underarter finns listade i Catalogue of Life.